# ハレムのプール
『ハレムのプール』（仏: Une piscine dans le harem, 英: Pool in a Harem）は、1875年にフランスの画家ジャン＝レオン・ジェロームが描いた絵画。

## 概要
作品はキャンバスに油彩で描かれ、73.5×62cmの大きさである。
右側の中心部の大理石が描かれた箇所に、「J. L. Gerome」という署名がある。